# Pirata procurvus
Pirata procurvus là một loài nhện trong họ Lycosidae.
Loài này thuộc chi Pirata. Pirata procurvus được Friedrich Wilhelm Bösenberg & Embrik Strand miêu tả năm 1906.